# Pietro Carloni (Schauspieler)
Pietro Carloni (* 28. Oktober 1896 in Taurisano; † 3. August 1968 in Rom) war ein italienischer Schauspieler.
Carloni stammte aus einer apulischen Künstlerfamilie und begann seine Theaterkarriere in jungen Jahren in der Kompagnie von Ernesto Murolo. Dort lernte er 1921 seine spätere Frau Titina De Filippo kennen; später wurde er einer der Hauptdarsteller in der Theatergruppe der Familie De Filippo. Nach anderen Stationen (1935 gehörte er zur Gruppe „Teatro Nuovo“ in Neapel, später zur Truppe „Cafiero/Sumo“ mit Nino Taranto) blieb er der Familie bis zu seinem Tode verbunden; noch 1967 war er neben Peppino De Filippo am römischen Teatro delle Arti in der Komödie Come si rapina una banca zu sehen.
Carlonis Filmkarriere (und eine sehr gelegentliche beim Fernsehen) beschränkte sich auf Nebenrollen, die er zwischen 1947 und 1967 in rund 35 Auftritten anbot.
Die Schauspielerin Ester Carloni war seine Schwester.

## Filmografie (Auswahl)
- 1948: Die Gezeichnete (Assunta Spina)
- 1948: Die Maschine, die die Bösen tötet (La macchina ammazzacattivi)
- 1950: Millionenstadt Neapel (Napoli milionaria)
- 1951: Räuber und Gendarm (Guardie e ladri)
- 1952: Ein Auto macht noch keinen Millionär (Cinque poveri in automobile)
- 1952: Warum hast du mich betrogen? (Inganno)
- 1953: Gauner mit Herz (Piovuto dal cielo)
- 1954: Schade, daß du eine Kanaille bist (Peccato che sia una canaglia)
- 1954: Wo ist die Freiheit? (Dov'è la libertà…?)
- 1955: Ein Held unserer Tage (Un eroe dei nostri tempi)
- 1957: Susanna, süß wie Sahne (Susanna tutta panna)
- 1958: Liebesspuk um Mitternacht (Carmela è una bambola)
- 1967: Schöne Isabella (C'era una volta)